# Nettie Blanken
Nettie Blanken (Leiden, 4 november 1946) is een Nederlandse toneelactrice. Ze volgde haar toneelopleiding aan de Arnhemse Toneelschool, die ze in 1969 afrondde. Ze speelde in veel stukken bij onder andere Toneelgroep Theater, Zuidelijke Toneelgroep Globe, Toneelgroep Amsterdam, RO Theater, Theater van het Oosten, Het Zuidelijk Toneel, De Tijd, De Theatercompagnie en het Nationale Toneel (HNT).
Ze vertolkte een groot aantal rollen in toneelstukken, waaronder: Hofscenes, De drie zusters, Candida, De Kleine Zielen, De kersentuin, Aan het einde van de aspergetijd, Wilhelmina, je maintiendrai en Esprit. 
Voor haar rol van Elizabeth de Valois in Hofscenes werd Blanken in 1982 onderscheiden met de Colombina, de belangrijkste theaterprijs voor een vrouwelijke bijrol. 
In 2002 was Blanken onder andere te zien in De Vagina Monologen, in 2003 in Peer Gynt, in 2004 in Mahler (HNT) en in 2022-24 in De jaren (coproductie HNT/ITA).
Naast haar toneelwerk speelt Blanken al sinds 1989 diverse personages in Het Klokhuis (NPS) en acteerde ze diverse gastrollen in series en films. In het seizoen 2004-2005 speelde ze in Max Havelaar.